# Blenina brevicosta
Blenina brevicosta är en fjärilsart som beskrevs av Louis Beethoven Prout 1921. Blenina brevicosta ingår i släktet Blenina och familjen trågspinnare. Inga underarter finns listade i Catalogue of Life.